# Cardi B
Belcalis Almanzar (11. října 1992, Bronx, New York) spíše známá pod pseudonymem Cardi B je americká rapperka a herečka. Před hudební kariérou se dostala do povědomí veřejnosti jako internetová celebrita. V té době na sociálních sítích sdílela obsah vztahující se k jejímu zaměstnání striptérky. Největší úspěch zaznamenala na sociální síti Instagram.
V letech 2015 až 2017 působila v reality show TV stanice VH1 Love & Hip Hop: New York. (6. a 7. série). V únoru 2017 podepsala nahrávací smlouvu se společností Atlantic Records. Její debutový singl „Bodak Yellow“ se umístil na 1. příčce žebříčku Billboard Hot 100 a postupně získal diamantovou certifikaci. V roce 2018 vydala své debutové album Invasion of Privacy, které debutovalo na 1. příčce žebříčku Billboard 200 a obdrželo certifikaci 3× platinová deska. V roce 2019 šel do kin její první film Hustlers.
Její debutové album Invasion of Privacy bylo v roce 2019 mimo jiného nominováno na cenu Grammy za album roku, tu neproměnila, ale získala cenu Grammy za nejlepší rapové album, povedlo se jí to jako první ženě v žánru rapu. V roce 2018 ji časopis Time zařadil mezi 100 nejvlivnějších lidí světa. V roce 2020 ji hudební časopis Billboard vyhlásil ženou roku.

## Dětství a mládí
Belcalis Almanzar se narodila v roce 1992 v Bronxu v New Yorku. Její matka pochází z Trinidadu a otec z Dominikánské republiky. Vyrůstala ve čtvrti Highbridge v jižním Bronxu. Mnoho času trávila také u své babičky žijící ve čtvrti Washington Heights na Manhattanu. V rozhovorech uvedla, že v 16 letech vstoupila do gangu Bloods. Navštěvovala Renaissance High School For Musical Theater & Technology, ale nakonec z ní byla vyloučena.
V 19 letech získala zaměstnání jako striptérka. V rozhovorech říká, že zaměstnání striptérky jí pomohlo dostat se z chudoby a domácího násilí, které zažívala ve svém tehdejším vztahu. V roce 2013 se stala známou na internetu díky svým videím, která se začala virálně šířit po sociálních sítích, zejména na Vine a Instagramu.

## Kariéra

### Počátky (2015–2017)
V roce 2015 debutovala na remixu singlu „Boom Boom“ od zpěváka Shaggyho. Svůj první videoklip natočila v prosinci 2015 pro píseň „Cheap Ass Weave“. V březnu 2016 vydala svůj první projekt, mixtape Gangsta Bitch Music, Vol. 1. Již v té době nahrávala u nezávislého lokálního labelu KSR Group. V září 2016 label vydal kompilační nezávislé album svých umělců s názvem Underestimated: The Album.
V roce 2017 vydala svůj druhý mixtape Gangsta Bitch Music, Vol. 2.

### Invasion of Privacy (2017–2018)
V únoru 2017 získala smlouvu u nahrávací společnosti Atlantic Records. Ve stejné době byla předskokankou na turné skupiny The Lox. V květnu 2017 byla nominována na dvě ceny v rámci BET Awards.
V červnu 2017 vydala u Atlantic Records svůj debutový singl „Bodak Yellow“. Se singlem poprvé vystoupila v TV pořadu The Wendy Williams Show, kde také vysvětlila, že její pseudonym pochází ze značky Bacardi. V srpnu se singl vyšplhal na 2. příčku žebříčku Billboard Hot 100 a na 1. příčku v Hot R&B/Hip-Hop Songs. V září se vyšplhal také na 1. příčku v žebříčku Billboard Hot 100. To se ženě věnující se rapu podařilo naposledy v roce 1998, kdy se na první příčku dostala Lauryn Hill. Recording Industry Association of America udělila singlu certifikaci 6× platinový singl. V téže době hostovala na úspěšných singlech „No Limit“ od G-Eazy (ft. ASAP Rocky a Cardi B) (4. příčka) a „MotorSport“ od Migos (ft. Nicki Minaj a Cardi B) (6. příčka), tím se stala první rapperkou, která měla současně 3 písně v TOP 10 písních žebříčků Billboard Hot 100 a Hot R&B/Hip-Hop Songs.V prosinci 2017 vydala svůj druhý singl „Bartier Cardi“ (ft. 21 Savage) (14. příčka).
V lednu 2018 hostovala na písni „Finesse (Remix)“ od Bruna Marse (3. příčka). I díky tomu se stala první ženou, která měla najednou 5 písní v TOP 10 písních žebříčku Hot R&B/Hip-Hop Songs. V 60. ročníku cen Grammy získala dvě nominace.
Její debutové album Invasion of Privacy bylo vydáno v dubnu 2018 u společnosti Atlantic Records. Vedoucími singly byly písně „Bodak Yellow“ (1. příčka, 7× platinový singl), „Bartier Cardi“ (ft. 21 Savage) (14. příčka, 2x platinový singl), „Be Careful“ (11. příčka, platinový singl) a „Drip“ (ft. Migos) (21. příčka, zlatá certifikace). Album se umístilo na 1. příčce žebříčku Billboard 200 a díky streamům singlů ihned získalo certifikaci zlatá deska. Po vydání alba se v žebříčku Billboard Hot 100 umístilo dalších devět písní, včetně následného velmi úspěšného singlu „I Like It“ (s Bad Bunny a J Balvin) (1. příčka, 4x platinový singl). Singl „I Like It“ se v červenci 2018 vyšplhal na první příčku žebříčku Billboard Hot 100. Cardi B se tím stala první rapperkou, jejíž dvě písně se umístily na vrcholu této hitparády. Na konci srpna 2018 vydala další singl „Ring“ (ft. Kehlani) (28. příčka, platinová certifikace). Na konci května 2018 byl vydán remix singlu „Girls Like You“ od skupiny Maroon 5, na kterém hostovala Cardi B. Na konci září 2018 se remix vyšplhal na 1. příčku žebříčku Billboard Hot 100, čímž Cardi B zvýšila svůj rekord v počtu number-one hitů. Do konce roku 2018 se alba prodalo celkem 1 250 000 ks (včetně streamingu). V dubnu 2019 album získalo certifikaci 3× platinová deska (v USA). Singl „Bodak Yellow“ obdržel v březnu 2021 diamantovou certifikaci za překročení 10 milionů prodaných kusů v USA (po započítání streamů). Cardi B byla první rapperkou, která tohoto milníku dosáhla. Diamantovou certifikaci ke konci roku 2021 získal také singl „I Like It“, spolu s diamantovým singlem „Girls Like You“ od Maroon 5, tak šlo už o třetí takto úspěšný singl, na kterém se podílela. Třetím diamantovým singlem se vyrovnala rekordu Katy Perry.
Album a jednotlivé písně byly v roce 2019 nominovány na 4 ceny Grammy, mimo jiných za album roku, tu však neproměnila, ale získala cenu Grammy za nejlepší rapové album, povedlo se jí to jako první ženě v žánru rapu. Ostatní nominace neproměnila.

### Druhé studiové album (2018–dosud)
V říjnu 2018 vydala zcela novou píseň „Money“ (13. příčka, 4× platinová). V únoru 2019 následoval společný singl se zpěvákem Brunem Marsem „Please Me“ (3. příčka, 3× platinová). V květnu zveřejnila třetí singl „Press“ (16. příčka, platinová). Její druhé album, s tehdy plánovaným názvem Tiger Woods, ovšem nebylo v roce 2019 vydáno.
V srpnu 2020 vydala nový singl „WAP“ (ft. Megan Thee Stallion). Název je akronymem pro Wet-Ass Pussy. Píseň sklidila chválu kritiků za svůj otevřeně pozitivní přístup k ženské sexualitě a nezávislosti, na druhou stranu ale také kritiku zejména od konzervativních komentátorů, kteří poukazovali na úpadek křesťanské morálky. I díky kontroverzi singl debutoval na první příčce žebříčku Billboard Hot 100 s historicky nejvíce streamy v první týden po zveřejnění (93 milionů streamů, 125 000 stažení a 11,6 milionu posluchačských impresí při přehrání v rádiích). Po týdnu od zveřejnění píseň obdržela zlatou certifikaci (v USA). Šlo o její již čtvrtý number-one hit, čímž zvýšila svůj vlastní rekord coby rapperky. V únoru 2021 následoval druhý singl, a to píseň „Up“. Píseň debutovala na 2. příčce žebříčku Billboard Hot 100, což byl nejvyšší debut pro rapperku od úspěchu Lauryn Hill se singlem „Doo Wop (That Thing)“ v roce 1998. Píseň se rovněž umístila na 1. příčce žánrového žebříčku Hot R&B/Hip-Hop Songs, po singlu „WAP“ šlo o její druhý po sobě jdoucí singl, který debutoval na vrcholu této hitparády. Bylo to historicky poprvé, co se to povedlo ženě. Více zaznamenal jen zpěvák Drake. Úspěchu singlu „Up“ pomohlo i virální šíření na sociální síti TikTok, kde se objevil jako hudební podkres několika výzev, včetně jedné, která se rozšířila mezi poslíčky doručovacích služeb. Roku 2022 vydala další singl „Hot Shit“ (ft. Kanye West a Lil Durk) (13. příčka). Hostovala také na úspěšném singlu rapperky GloRilla „Tomorrow 2“ (9. příčka).

## Osobní život
V září 2017 si při před médii utajeném sňatku vzala rappera Offseta (celým jménem Kiari Kendrell Cephus), se kterým se na veřejnosti objevovala během celého roku 2017. Offset má z předchozích vztahů další tři děti. 
V červenci 2018 porodila dceru Kulture Kiari Cephus. Pár se rozešel v prosinci 2018 kvůli nevěře ze strany Offseta. V roce 2019 se dali znovu dohromady. V září 2020 podala žádost o rozvod, kterou o měsíc později zase stáhla. V červnu 2021 oznámila, že je podruhé těhotná. V září téhož roku porodila syna, který dostal jméno Wave Set. V červenci 2024 znovu požádala o rozvod a zároveň prozradila, že očekává narození třetího potomka. V září 2024 se jí narodila dcera.

## Diskografie

### Studiová alba
- 2018 – Invasion of Privacy

### Komerční mixtapes
- 2016 – Gangsta Bitch Music, Vol. 1
- 2017 – Gangsta Bitch Music, Vol. 2

### Singly

#### Solo
- 2017 – „Bodak Yellow“
- 2017 – „Bartier Cardi“ (ft. 21 Savage)
- 2018 – „Be Careful“
- 2018 – „Drip“ (ft. Migos)
- 2018 – „I Like It“ (s Bad Bunny a J Balvin)
- 2018 – „Ring“ (ft. Kehlani)
- 2018 – „Money“
- 2019 – „Please Me“ (s Bruno Mars)
- 2019 – „Press“
- 2020 – „WAP“ (ft. Megan Thee Stallion)
- 2021 – „Up“
- 2022 – „Hot Shit“ (ft. Kanye West a Lil Durk)
- 2023 – „Bongos“ (ft. Megan Thee Stallion)
- 2024 – „Enough (Miami)“
- 2024 – „Puntería“ (ft. Shakira)

#### Hostující
- 2016 – TJR – „Fuck Me Up“ (ft. Cardi B)
- 2017 – G-Eazy – „No Limit“ (ft. A$AP Rocky a Cardi B)
- 2017 – Migos – „MotorSport“ (s Nicki Minaj a Cardi B)
- 2017 – Ozuna – „La Modelo“ (ft. Cardi B)
- 2018 – Bruno Mars – „Finesse (Remix)“ (ft. Cardi B)
- 2018 – Jennifer Lopez – „Dinero“ (ft. DJ Khaled a Cardi B)
- 2018 – Maroon 5 – „Girls Like You“ (ft. Cardi B)
- 2018 – DJ Snake – „Taki Taki“ (ft. Ozuna, Cardi B a Selena Gomez)
- 2019 – City Girls – „Twerk“ (ft. Cardi B)
- 2019 – Offset – „Clout“ (ft. Cardi B)
- 2019 – Ed Sheeran – „South of the Border“ (ft. Camila Cabello a Cardi B)
- 2019 – French Montana – „Writing on the Wall“ (ft. Post Malone, Cardi B a Rvssian)
- 2020 – Anitta – „Me Gusta“ (ft. Cardi B a Myke Towers)
- 2021 – Normani – „Wild Side“ (ft. Cardi B)
- 2021 – Lizzo – „Rumors“ (ft. Cardi B)
- 2022 – Kay Flock – „Shake It“ (ft. Cardi B, Dougie B a Bory300)
- 2022 – GloRilla – „Tomorrow 2“ (ft. Cardi B)
- 2023 – Offset – „Jealousy“ (ft. Cardi B)
- 2024 – Rob49 – „On Dat Money“ (ft. Cardi B)

## Filmografie

### Televize
- 2015–17 – Love & Hip Hop: New York (6. a 7. řada)
- 2015 – Uncommon Sense with Charlamagne (řada 1, epizoda 24)
- 2016 – Kocktails with Khloé (řada 1, epizoda 12)
- 2017 – Being Mary Jane (řada 4, epizoda 3)
- 2017 – Hip Hop Squares (řada 1, 2 díly)
- 2018 – Saturday Night Live (řada 43, epizoda 17)
- 2018 – The Tonight Show Starring Jimmy Fallon (díl 846)
- 2019 – Rhythm + Flow

### Filmy
- 2019 – Zlatokopky (Hustlers)
- 2021 – Rychle a zběsile 9 (F9)
- 2023 – Fast & Furious 10
- TBA – Assisted Living